# Ураковське сільське поселення
Ура́ковське сільське поселення — колишнє муніципальне утворення у складі Глазовського району Удмуртії, Росія. Адміністративний центр — присілок Ураково.
Законом Удмуртської Республіки від 29.04.2021 № 38-РЗ ліквідовано через перетворення муніципального району на муніципальний округ.
Населення — 1291 особа (2012; 1258 в 2010, 1646 в 2007).
В поселенні діють 2 школи та 2 садочки, 5 клубів, Кочишевський краєзнавчий музей, філіал Глазовського краєзнавчого музею, 5 ФАПів. Працюють 13 магазинів, серед підприємств — ТОВ «Родник».
Голови:
- 2006–2011 Бабінцева Тетяна Веніамінівна
- з 2011 — Бабінцева Тетяна Веніамінівна

## Склад
В склад поселення входять такі населені пункти:
| Населений пункт            | Населення, осіб (2010) | Населення, осіб (2012) |
| -------------------------- | ---------------------- | ---------------------- |
| Васильєво, присілок        | 0                      | 0                      |
| Верхній Сепич, присілок    | 27                     | 25                     |
| Кочишево, присілок         | 400                    | 408                    |
| Лумпашур, присілок         | 10                     | 8                      |
| Отогурт, присілок          | 205                    | 209                    |
| Пусошур, присілок          | 306                    | 311                    |
| Татарські Парзі, присілок  | 123                    | 132                    |
| Удмуртські Парзі, присілок | 43                     | 43                     |
| Ураково, присілок          | 142                    | 153                    |
| Усть-Пусошур, присілок     | 2                      | 2                      |

Колишні населені пункти: Васильєво, Мушкашур, Пеганово, Проспект, Тарасово, Тотош.